# Jornada de Mazalquivir
La Jornada de Mazalquivir del 13 de septiembre de 1505 fue una de las campañas para dominar la costa de Berbería efectuada por las tropas de Fernando el Católico, cuyo resultado fue la conquista de la plaza de Mazalquivir (árabe Mers el-Kebir).

## Antecedentes
Tras la conquista de Granada y una vez dominada la sublevación de los moriscos de las Alpujarras, se establece una flota fija de 33 naves, cuyo núcleo son dos naos gruesas y dos galeras, siendo el resto naves ligeras (fustas y bergantines) para la guarda de la costa española y para transportar al norte de África a los musulmanes que no aceptaban el bautismo. Pero entre los conversos había espías de los corsarios berberiscos asentados en diferentes plazas de la costa norteafricana que asolaban las costas españolas. Una de sus acciones más cruentas fue en 1503 el asalto con 17 fustas a Cullera de donde se llevaron 150 cautivos.
El Cardenal Cisneros era partidario, como lo había sido Alfonso X el Sabio, de conquistar la costa norteafricana, para así impedir los ataques piratas a las costas españolas. El papa, en 1494, había reconocido a Portugal el derecho de conquista del reino de Fez, habiendo quedado para España el de Tlemecén.
El 17 de septiembre de 1497, las tropas del duque de Medina Sidonia, mandadas por Pedro de Estopiñán, habían tomado la plaza de Melilla.
Desde Sicilia, a petición del régulo de la isla de los Gelves, tropas españolas habían ocupado la isla e izado su pendón en su castillo el 8 de septiembre de 1497. Pero iniciada la segunda campaña de Italia liderada por Gonzalo Fernández de Córdoba, el año 1500 se abandona la isla.
Una vez finalizada la campaña, Cisneros insiste en la necesidad de ocupar los puertos de Berbería, y, para evitar objeciones de Fernando el Católico, se ofrece a anticipar los gastos de la expedición.

## Los preparativos
Una vez decidida la jornada, se reúnen en el puerto de Málaga las seis galeras de Cataluña, varios navíos sueltos y las carabelas de Andalucía, con capacidad para embarcar a 7000 hombres con armas, pertrechos y raciones. El mando en la mar lo ostenta el catalán Ramón de Cardona y el de tierra, Diego Fernández de Córdoba siendo Mazalquivir el objetivo de la expedición. Como describió Andrés Bernáldez: 

fueron siete mil hombres y más, en ciento setenta navíos de vela.

Mazalquivir, el Portus Magnus de los romanos, era una rada abierta a los vientos del suroeste, refugio de corsarios. El puerto estaba protegido por un castillo fuerte y bien artillado, y ya había sido atacado sin éxito por tropas portuguesas en 1496 y 1501.
La armada salió de Málaga el 20 de agosto de 1505, pero vientos contrarios hicieron que volviera a puerto. Volvió a intentar la salida el 3 de septiembre, pero por la misma razón se vio obligada a recalar en Almería. Finalmente el 9 de septiembre se hizo a la mar, llegando el 11 a la vista de la costa de Mazalquivir.
Los berberiscos, avisados de la salida e intenciones de la escuadra por sus espías de Málaga, habían concentrado muchas fuerzas en las inmediaciones de Mazalquivir, pero, ante el retraso de la flota, creyeron que se dirigía a otro destino y se habían dispersado.

## El ataque
Mientras tres naos gruesas de los vascos Juan de Lezcano o Lazcano y Flores de Marquina que habían reforzado sus costados con sacos de lana se acercaron lo máximo posible al castillo y lo sometieron a un intenso bombardeo, atrayendo sobre sí el fuego de artillería, la infantería desembarcó bajo una lluvia torrencial, tomó las alturas próximas a Mazalquivir y se atrincheró en las mismas.

y la mayor parte de la gente de Orán se había puesto en la fortaleza, y en la punta, y por los desembarcaderos con toda su artillería aderezada a la ordenanza francesa: y tenían un gran baluarte a la punta con muchos traveses, que batían las dos partes de la mar, y tierra. Fue forzado entrar la armada debajo de su artillería: y dos naves gruesas, que eran de Lezcano, y de Flores de Marquina, que llevaban mucha artillería, se pusieron en puesto, que pudieron lombardear la fortaleza: y echóse la gente que estaba en las galeras, y barcas, con diversas fustas, en tierra: con gran trabajo, y peligro: porque el día fue muy tempestuoso, y de mucha agua, y de grandes truenos, y relámpagos
Historia del rey Don Fernando el Católico. De las empresas, y ligas de Italia, de Jerónimo Zurita (1580) Tomo VI, cap XV (Que el alcaide de Los Donceles capitán general de la armada de Castilla ganó el lugar de Mazarquivir.):

Al día siguiente, 12 de septiembre, los moros atacaron con su caballería las posiciones españolas que, gracias a la previsión de atrincherarse, resistieron el ataque. Los defensores del castillo propusieron una tregua hasta el día 13, comprometiéndose a rendir la plaza si no recibieran auxilio del rey de Tlemecén. La tregua fue aceptada, y al no haber aparecido ninguna tropa mora el 13 de septiembre, salieron los sitiados con sus familias y posesiones, ocupando los españoles el castillo. Una vez tomadas posiciones en el castillo, vieron los españoles una gran tropa mora que venía en auxilio de la plaza, y que, al verla ya perdida, se dirigió a Orán.
Quedó en Mazalquivir una guarnición de 500 infantes y 100 caballos, y el 24 de septiembre, la flota regresó a Málaga.
Pero como se preveía, las poblaciones colindantes no dejaron de asediar a la guarnición desembarcada y les privaron de agua y leña. La armada castellana proveyó a los conquistadores de lo necesario para subsistir.